# 미래의 별 신예최강전
미래의 별 신예최강전은 실전 대국이 적은 신예기사들을 위해 목진석 바둑국가대표상비군 감독과 그의 부친 부친 목이균 전 웅진그룹 부회장의 개인 후원으로 2015년 출범한 바둑 기전이다. 미래의 별 후원회가 후원하고 한국기원이 주최ㆍ주관한다. 참가자격은 2013년 이후 입단한 신예기사들을 대상으로하며, 2회 대회부터 연구생과 후원사 시드로 아마추어 기사들도 출전하게 됐으며, 중, 일, 대만의 신예 기사들도 참가하였다가, 4회 대회부터 국내대회로 변경되었다.

## 대회 방식
- 1회 대회는 예선은 스위스리그 4회전으로 전체 순위를 매겨 상위 14명이 본선에 진출하고, 본선은 각조 7명의 양대리그로 치른다. 이어 각조 1위 간의 결승3번기로 최종 우승자를 가린다.
- 전기 결승 진출자는 본선 시드가 주어진다.
- 2회 대회는 예선을 통과한 총 16명이 4개조의 더블 일리미네이션 방식으로 16강전을 치르고, 각조 2명이 8강에 올라 토너먼트로 우승 경쟁을 벌인다.
- 4회 대회부터 종전의 방식에 변화를 주어 1ㆍ2차 대회로 나뉘어 진행한다. 1차 대회에서는 64명이 스위스리그 6라운드로, 2차 대회에서는 64강 토너먼트로 경쟁한다. 이어 1ㆍ2차 대회 우승자 간의 왕중왕전으로 최종 챔피언을 가린다. 순수 국내 대회로 변경한 것과 남녀조 구분을 없앤 것도 달라진 점이다.
- 4회 대회 1차 스위스리그 순위는 승수>>승수가 같으면 승점(SOS POINT)>>승수와 승점이 같으면 상승점(SOSOS POINT)에 따라 순위를 가린다. 승점은 자신과 대국한 사람들의 승수의 합이며, 상승점은 자신과 대국한 사람들의 승점의 합이다.
- 5회 대회부터 종전의 방식대로 예선을 통과한 총 16명의 본선 진출자가 토너먼트를 통해 우승자를 가린다.

## 대국 규정
- 제한시간은 예선 1시간(초읽기 1분 1회), 본선 2시간(초읽기 1분 3회).
- 8회 대회부터 제한시간은 각자 40분, 착수시 30초 추가 피셔방식.

## 대회 상금
- 상금은 우승 1000만원, 준우승 600만원. 이 외에도 본선 진출자에겐 최소 100만원 이상씩의 상금을 지급한다.
- 4회 대회부터 왕중왕전 우승자 1000만원, 준우승자 500만원. 이 밖에 각각의 대회 8위까지 상금을 지급하며 매판 승리수당도 책정되어 있다.

## 역대 우승자
| 회수     | 연도 | 우승        | 전적 | 준우승      |
| -------- | ---- | ----------- | ---- | ----------- |
| 1        | 2015 | 박재근 初단 | 2:1  | 최재영 初단 |
| 2        | 2017 | 김명훈 四단 | 2:0  | 박하민 二단 |
| 3        | 2018 | 안정기 三단 | 1:0  | 박건호 二단 |
| 4-1차    | 2019 | 박상진 三단 |      |             |
| 4-2차    | 2019 | 박하민 五단 | 1:0  | 박상진 三단 |
| 왕중왕전 | 2019 | 박하민 五단 | 1:0  | 박상진 三단 |
| 5        | 2020 | 김창훈 三단 | 1:0  | 최광호 三단 |
| 6        | 2021 | 문민종 三단 | 1:0  | 현유빈 四단 |
| 7        | 2022 | 박신영 二단 | 1:0  | 한우진 三단 |
| 8        | 2023 | 권효진 五단 | 1:0  | 김범서 四단 |